# Омын
Омын — река в России, течет по территории Удорского и Княжпогостского районов Республики Коми. Устье реки находится в 64 км по левому берегу реки Пожег на высоте 104 м над уровнем моря. Длина реки составляет 73 км.
В 9 км от устья слева впадает река Себын.

## Данные водного реестра
По данным государственного водного реестра России относится к Двинско-Печорскому бассейновому округу, водохозяйственный участок реки — Вычегда от города Сыктывкар и до устья, речной подбассейн реки — Вычегда. Речной бассейн реки — Северная Двина.
Код объекта в государственном водном реестре — 03020200212103000022408.